# اللكمه زهوان (الرجم)

تعديل مصدري - تعديل

اللكمه زهوان هي إحدى قرى عزلة بني هيثم بمديرية الرجم التابعة لمحافظة المحويت، بلغ تعداد سكانها 229 نسمة حسب تعداد اليمن لعام 2004.